# 片平晋作
片平 晋作（かたひら しんさく、本名：片平 伸作（読み同じ）、1949年8月5日 - 2018年1月22日）は、大阪府大阪市港区出身のプロ野球選手（外野手、内野手）・コーチ・監督、解説者。

## 経歴

### プロ入りまで
上宮高校2年次の1966年から王貞治に憧れて一本足打法を始め、3年次の1967年の春季近畿大会府予選では準決勝に進むが、大鉄高に敗退。夏も府予選で敗れ甲子園には出場できなかった。高校卒業後は東京農業大学に進学するが、東農大は1962年以来東都大学野球リーグ二部に低迷する弱小チームであった。しかし父が全農の所長を務めていたこともあり、自身も林学を学び、卒業時に測量士補の資格を取得して父と同様の道に進むための進学であった。在学中もリーグ二部に留まるが、大型の左打者として評価が高かった。

### 現役時代

#### 南海ホークス時代
1971年のドラフト4位で南海ホークスに入団。184cmの長身で「ダンディー」というニックネームがつく。
1972年は古葉竹識二軍守備・走塁コーチから指導を受け、同年10月15日の近鉄戦（藤井寺）で初出場。
1973年に頭角を現し、シーズン後半には6番打者・左翼手に抜擢され44試合に先発出場。同年のリーグ優勝に貢献し、巨人との日本シリーズでは3試合に代打や左翼手として出場するが、4打数無安打に終わる。
1974年から登録名を片平 晋作に、背番号も22から25に変えると、王そっくりの一本足打法で一躍有名になる。一本足打法だけでなく、ユニフォームの着こなしや怪我で指に絆創膏を巻いたことまでそっくりそのまま真似していたので、同僚の佐藤道郎や門田博光には呆れられていた。同年は新入団のロン・ロリッチと併用され、50試合に先発した。
1975年は僅か39試合の出場に終わる。野村克也や門田の忠告もあり、この頃から中距離打者への道を模索する。
1976年には指名打者・正一塁手に定着。初の2桁となる12本塁打を放つ。
1977年にバセドウ病を発症したことで柏原純一にレギュラーを奪われ、44試合出場で本塁打0に終わる。
1978年は柏原の日本ハム移籍により、一塁手の定位置を小田義人と争う。
1979年にはレギュラーを確保、初めて規定打席に到達。リーグ5位の打率.329を残す。
1980年には自己最多の21本塁打を記録した。野村克也退団後の低迷する南海の中で、門田博光、新井宏昌、定岡智秋、河埜敬幸らと共に主力打者として活躍していた。

#### 西武ライオンズ時代
1982年に山下律夫、山村善則と2対2のトレードで黒田正宏と共に西武ライオンズに移籍。田淵幸一を指名打者に追いやって一塁手の定位置を獲得する。
1982年の移転後リーグ初優勝・日本一に貢献。中日との日本シリーズでは、10月30日の第6戦（ナゴヤ）で7回に鈴木孝政から決勝本塁打を放ち、日本一に大きく寄与した。
1983年には2年連続リーグ優勝・日本一に貢献し、同年はダイヤモンドグラブ賞を初受賞した。
1986年に清原和博が入団すると、同じ一塁手であったため同年は指名打者に回り、打率.292・17本塁打と好成績を残して2年連続リーグ優勝・3年ぶりの日本一に貢献。

#### 大洋ホエールズ時代
1987年、南海入団当時の守備コーチであった古葉竹識が監督を務める横浜大洋ホエールズに、広瀬新太郎との交換トレードで永射保と共に移籍。大洋でも1年目は一塁手の定位置を獲得し、5番打者に定着。打率.298・13本塁打を記録する。
1988年には新外国人のジム・パチョレックにポジションを譲る。しかしその後も代打の切り札として活躍し、持ち味の巧打・長打を十分発揮した。
1989年は打撃コーチ兼任となり、同年を最後に引退。
西武時代の1985年から大洋に移籍した1987年にかけて、3年連続開幕戦本塁打も記録している。

### 現役引退後
引退後は西武に復帰して一軍打撃コーチ（1990年 - 1993年）→二軍打撃コーチ（1994年）→二軍監督（1995年 - 1997年, 2008年 - 2009年）を務め、1998年からフロント入りし、2007年まで編成部長を務めた。
二軍監督1期目には小関竜也を夜間練習で鍛え上げ、2期目には自分の子供のような年頃の選手達に「栗山を見てみい。ちょっと前まで、ずっと二軍だったやろ。中村もそうや。今の君らと同じなんや。渡辺監督は頑張っとるもんにはチャンスをくれる。しっかりやれ!」と言って聞かせ、二軍戦の内容と結果に個々の選手の状態などを自分でパソコンに打ち込んだメールを大石友好一軍チーフコーチに送っていた。
2010年からTwellV・J SPORTS西武戦中継解説者を務め、同年10月9日のクライマックス・パ ファーストステージ『西武-ロッテ』第1戦（西武D）ではテレ玉の中継に出演。
2012年から西武主管試合のCS放送が朝日ニュースターに移行したため、同チャンネルの専属解説を担当。
2013年には解説者として活動する傍ら、日本女子プロ野球機構のイースト・アストライア初代監督に就任。この年に始まった「ティアラカップ」でチームを優勝に導いたほか、チームから多数の表彰選手を輩出したが、1年で退任。
2018年1月22日午前9時58分、膵臓がんのため、埼玉県所沢市の自宅で死去。68歳没。戒名は、『貫徹晋道居士』。

## 人物
- 南海時代、新阪急ホテルの屋上で柵を乗り越え、真下までわずか数十センチの場所で、バットを構え右足の上げ下げをして一本足打法のタイミングをはかる練習を常にしていた[8]。
- ホークス時代の野村克也監督によると「片平ほど要領のいい選手はいない」という。一方、ライオンズ時代の監督の広岡達朗は「片平はぶきっちょのかたまり」と評している。しかし、広岡はベテランになっても基本練習を厭わない片平を非常に信頼しており、1982年のパ・リーグプレーオフ戦で、江夏豊攻略のために広岡が指示したプッシュバントを片平が成功させ、リーグ優勝につながったことを今なお「見事な技」と語り草にしている。
- その江夏が後に「もし一本足打法に固執していなかったら、生涯通算安打数も2000本近く、通算本塁打も倍は打っていた」と述べている[9]。しかし当の片平は、長きにわたりプロ野球選手として活躍できた理由を「一本足打法へのこだわりである」と語り、江夏の評価に対しては「自分の何を知っているんだ」と後輩ながらも江夏に不快感を示している。
- 1980年7月5日、大阪スタヂアムでの南海対阪急後期2回戦で見逃し三振に倒れ、ストライクの判定に、当時の広瀬叔功監督が寺本勇球審に暴力を振るった為、退場となったが、ネット裏の控室にいたパ・リーグ大阪事務所長から寺本球審に「片平も暴力を振るっていた」という指摘があり、審判団の協議の結果、一塁の守りについていた片平までもが“追加退場”になった。さらに、この不可解な退場宣告により片平と寺本球審がやりとりしてる間に、今度は新山隆史投手コーチが、寺本球審に足で蹴ったうえに、殴りかかった為、当時球界初の3人退場劇を引き起こした[10]。
- 西武時代、現役プロ野球選手における東京六大学OB対東都大学OBの親善試合に東都大学野球OBの1人として出場したが、六大学や東都の強豪である他大学出身選手の中で唯一、弱小チームであった東農大出身者として選出されたため、周囲から冷やかされ、肩身の狭い思いをしたという。
- 解説をする際は人当りがよく、丁寧でめったに選手を貶すことはなかった。ミスに対しても「これで勉強するんですよ。」など好意的な解釈を取ることが多かった。上記の通り、主にライオンズ目線での解説が多いが、対戦チームの選手にも前述のような「好々爺」な解説をした。

## 詳細情報

### 年度別打撃成績
| 年 度      | 球 団      | 試 合 | 打 席 | 打 数 | 得 点 | 安 打 | 二 塁 打 | 三 塁 打 | 本 塁 打 | 塁 打 | 打 点 | 盗 塁 | 盗 塁 死 | 犠 打 | 犠 飛 | 四 球 | 敬 遠 | 死 球 | 三 振 | 併 殺 打 | 打 率 | 出 塁 率 | 長 打 率 | O P S |
| ---------- | ---------- | ----- | ----- | ----- | ----- | ----- | -------- | -------- | -------- | ----- | ----- | ----- | -------- | ----- | ----- | ----- | ----- | ----- | ----- | -------- | ----- | -------- | -------- | ----- |
| 1972       | 南海       | 1     | 1     | 1     | 0     | 0     | 0        | 0        | 0        | 0     | 0     | 0     | 0        | 0     | 0     | 0     | 0     | 0     | 1     | 0        | .000  | .000     | .000     | .000  |
| 1973       | 南海       | 61    | 168   | 156   | 13    | 42    | 7        | 0        | 4        | 61    | 18    | 0     | 0        | 0     | 0     | 11    | 0     | 1     | 6     | 4        | .269  | .321     | .391     | .712  |
| 1974       | 南海       | 82    | 225   | 200   | 21    | 53    | 5        | 0        | 9        | 85    | 26    | 0     | 1        | 0     | 1     | 22    | 2     | 2     | 19    | 4        | .265  | .342     | .425     | .767  |
| 1975       | 南海       | 39    | 76    | 68    | 3     | 5     | 0        | 0        | 0        | 5     | 2     | 1     | 0        | 0     | 0     | 6     | 0     | 2     | 14    | 1        | .074  | .171     | .074     | .245  |
| 1976       | 南海       | 107   | 370   | 341   | 42    | 84    | 9        | 3        | 12       | 135   | 43    | 1     | 0        | 1     | 2     | 19    | 0     | 7     | 31    | 6        | .246  | .298     | .396     | .694  |
| 1977       | 南海       | 44    | 88    | 85    | 2     | 18    | 3        | 0        | 0        | 21    | 3     | 0     | 0        | 0     | 0     | 3     | 0     | 0     | 16    | 2        | .212  | .239     | .247     | .486  |
| 1978       | 南海       | 101   | 314   | 290   | 25    | 71    | 6        | 0        | 15       | 122   | 37    | 0     | 2        | 0     | 3     | 15    | 0     | 6     | 29    | 3        | .245  | .293     | .421     | .714  |
| 1979       | 南海       | 123   | 486   | 444   | 56    | 146   | 20       | 4        | 16       | 222   | 68    | 2     | 4        | 0     | 3     | 35    | 1     | 4     | 46    | 11       | .329  | .381     | .500     | .881  |
| 1980       | 南海       | 114   | 418   | 380   | 51    | 101   | 16       | 1        | 21       | 182   | 66    | 1     | 1        | 0     | 2     | 30    | 2     | 6     | 37    | 5        | .266  | .328     | .479     | .807  |
| 1981       | 南海       | 96    | 305   | 283   | 30    | 77    | 13       | 0        | 8        | 114   | 35    | 0     | 0        | 0     | 5     | 15    | 0     | 2     | 33    | 6        | .272  | .308     | .403     | .711  |
| 1982       | 西武       | 117   | 413   | 365   | 49    | 101   | 18       | 1        | 14       | 163   | 47    | 1     | 3        | 1     | 2     | 40    | 2     | 5     | 23    | 10       | .277  | .354     | .447     | .801  |
| 1983       | 西武       | 118   | 416   | 370   | 50    | 103   | 12       | 1        | 19       | 174   | 55    | 1     | 2        | 0     | 2     | 39    | 1     | 5     | 13    | 7        | .278  | .353     | .470     | .824  |
| 1984       | 西武       | 86    | 256   | 231   | 30    | 62    | 8        | 0        | 12       | 106   | 42    | 0     | 0        | 2     | 3     | 18    | 0     | 2     | 12    | 11       | .268  | .323     | .459     | .782  |
| 1985       | 西武       | 103   | 354   | 327   | 34    | 100   | 9        | 1        | 10       | 141   | 55    | 1     | 0        | 0     | 4     | 18    | 2     | 5     | 21    | 15       | .306  | .347     | .431     | .780  |
| 1986       | 西武       | 110   | 340   | 318   | 35    | 93    | 20       | 1        | 17       | 166   | 45    | 1     | 2        | 0     | 2     | 16    | 1     | 4     | 26    | 3        | .292  | .332     | .522     | .854  |
| 1987       | 大洋       | 102   | 308   | 275   | 36    | 82    | 16       | 0        | 13       | 137   | 36    | 0     | 2        | 1     | 0     | 28    | 0     | 4     | 41    | 10       | .298  | .371     | .498     | .870  |
| 1988       | 大洋       | 61    | 150   | 135   | 10    | 33    | 3        | 1        | 5        | 53    | 17    | 1     | 0        | 1     | 0     | 10    | 0     | 4     | 19    | 4        | .244  | .315     | .393     | .708  |
| 1989       | 大洋       | 38    | 41    | 40    | 5     | 10    | 4        | 0        | 1        | 17    | 6     | 0     | 0        | 0     | 0     | 1     | 0     | 0     | 7     | 2        | .250  | .268     | .425     | .693  |
| 通算：18年 | 通算：18年 | 1503  | 4729  | 4309  | 492   | 1181  | 169      | 13       | 176      | 1904  | 601   | 10    | 17       | 6     | 29    | 326   | 11    | 59    | 394   | 104      | .274  | .332     | .442     | .773  |

### 表彰
- ダイヤモンドグラブ賞：1回（1983年）

### 記録
初記録
- 初出場：1972年10月15日、対近鉄バファローズ24回戦（藤井寺球場）、9回表に中山孝一の代打として出場
- 初打席：同上、9回表に清俊彦の前に三振
- 初安打：1973年5月6日、対阪急ブレーブス前期6回戦（大阪スタヂアム）、7回裏に松原明夫の代打として出場、三好幸雄から単打
- 初先発出場：1973年7月29日、対阪急ブレーブス後期3回戦（大阪スタヂアム）、6番・一塁手として先発出場
- 初本塁打・初打点：1973年7月29日、対阪急ブレーブス後期4回戦（大阪スタヂアム）、8回裏に新井良夫から右越2ラン

節目の記録
- 100本塁打：1983年4月16日、対ロッテオリオンズ1回戦（川崎球場）、8回表に欠端光則からソロ ※史上123人目
- 1000試合出場：1983年10月20日、対日本ハムファイターズ24回戦（後楽園球場）、6番・指名打者として先発出場
- 150本塁打：1986年6月19日、対南海ホークス12回戦（西武ライオンズ球場）、4回裏に山内孝徳から右越ソロ ※史上80人目
- 1000本安打：1986年6月26日、対日本ハムファイターズ13回戦（西武ライオンズ球場）、2回裏に田中富生から右前安打
- 1500試合出場：1989年8月31日、対中日ドラゴンズ23回戦（ナゴヤ球場）、8回裏に河野誉彦に代わり一塁手として出場 ※史上95人目

その他の記録
- オールスターゲーム出場：1回（1980年）

### 背番号
- 22（1972年 - 1973年）
- 25（1974年 - 1981年）
- 4（1982年 - 1986年）
- 2（1987年 - 1989年）
- 72（1990年 - 1997年、2008年 - 2009年）

### 登録名
- 片平 伸作（かたひら しんさく、1972年 - 1973年）
- 片平 晋作（かたひら しんさく、1974年 - 2013年）

## 関連情報

### 出演番組
- J SPORTS STADIUM（J sports Plus、西武戦）
- TwellV プロ野球中継（TwellV、西武戦のみ）